# Mystus vittatus
Mystus vittatus es una especie de peces de la familia Bagridae en el orden de los Siluriformes.

## Morfología
• Los machos pueden llegar alcanzar los 21 cm de longitud total.

## Distribución geográfica
Se encuentra en el subcontinente indio, Malasia, Laos, Vietnam, Camboya y, probablemente también, Birmania.